# Cryptocatantops
Cryptocatantops es un género de  saltamontes de la subfamilia Catantopinae, familia Acrididae, y no está asignado a ninguna tribu. Este género se encuentra en África y en el noreste del subcontinente Indio.

## Especies
Las siguientes especies pertenecen al género Cryptocatantops:
- Cryptocatantops allessandricus (Sjöstedt, 1931)
- Cryptocatantops crassifemoralis Johnsen, 1991
- Cryptocatantops debilis (Krauss, 1901)
- Cryptocatantops haemorrhoidalis (Krauss, 1877)
- Cryptocatantops simlae (Dirsh, 1956)
- Cryptocatantops uvarovi (Dirsh, 1956)